# Terrapene
Terrapene es un género de tortugas de la familia Emydidae que incluye varias especies y subespecies de tortuga de caja que habitan en Estados Unidos y México.

## Especies y subespecies
Contiene las siguientes especies:
- Terrapene carolina (Linnaeus, 1758)
  - Terrapene carolina carolina (Linnaeus, 1758)
  - Terrapene carolina bauri (Taylor, 1894)
  - Terrapene carolina major (Agassiz, 1857)
- Terrapene coahuila Schmidt & Owens, 1944
- Terrapene mexicana (Gray, 1849)
- Terrapene nelsoni Stejneger, 1925
- Terrapene ornata (Agassiz, 1857)
  - Terrapene ornata luteola (Smith & Ramsey, 1952)
  - Terrapene ornata ornata (Agassiz, 1857)
- Terrapene triunguis (Agassiz, 1857)[4]
- Terrapene yucatana (Boulenger, 1895)

Además, hay especies extintas como Terrapene parornata del Mioceno/Plioceno de Oklahoma. Otras especies extintas que se conocen solo por el registro fósil incluyen: T. eocaenica, T. marnochii, T. bulverda, T. corneri, T. eurypygia, T. hibernaculum, T. impensa, T. impressa, T. klauberi,  T. putnami y T. singletoni.